# Abel Pann
Abel Pann (אָבֵּל פַּן), de son vrai nom Abba Pfeffermann, né en 1883 en Lettonie et mort en 1963 à Jérusalem, est un artiste peintre, lithographe et graveur israélien originaire de l'Empire russe, connu pour ses tableaux sur des thèmes bibliques et sur l'histoire du peuple juif.

## Biographie
Abel Pann étudie le dessin pendant trois mois à Vitebsk sous la conduite de Iouri Pen, qui est aussi le maître de Chagall, de Lazar Lissitzky et de Zadkine. Il voyage en Russie et en Pologne, puis se rend en 1898 à  Odessa, où il entre à l'Académie des beaux-arts. En 1903, il se trouve à Kishinev ; il représente dans ses tableaux le premier pogrom qui a lieu dans cette ville. Peu après, il arrive à Paris et loue un atelier à La Ruche, où vivent également Modigliani, Chagall, Soutine et d'autres artistes juifs. Il poursuit sa formation auprès de  Bouguereau, puis se voit invité en 1912 par Boris Schatz, fondateur de l'École des beaux-arts de Bezalel, à venir travailler à Jérusalem. C'est là qu'il s'installera plus tard pour y passer le reste de sa vie, après avoir voyagé dans le sud de l'Europe et en Égypte.
Séjournant à Marseille au début de la Première Guerre mondiale, Pann entend parler des massacres perpétrés par l'armée allemande et retarde son départ pour Jérusalem afin de contribuer à la mobilisation française : aussi réalise-t-il une série d'affiches et de lithographies destinées à soutenir le sentiment patriotique, tout en dénonçant les pogroms de l’armée tsariste sur le front oriental du conflit.

## Quelques expositions
- Abel Pann : Œuvres de guerre (1915-1917), exposition au Musée d'art et d'histoire du judaïsme, Paris (2014)
- Abel Pann Paints the Bible, The Israel Museum (musée d'Israël), Jerusalem. Curator : Yigal Zalmona (2003)
- Abel Pann - The painter of The Bible, Catalogue  by Shlomit Steinberg and Felix Salten, Jewish Museum Vienna (2001)
- Abel Pann, Mayanot Gallery, Jerusalem (1987)
- Paintings, Drawings, and Lithograph by Abel Pann, Institut d'art de Chicago (1920)

## Publications
- Abel Pann, Autobiographie. Odyssée d’un peintre israélien, né en Russie tsariste et français d’adoption, Introduction par Sonia Sarah Lipsyc et Nourit Masson-Sékiné, Les éditions du Cerf, Paris,1996.

## Galerie

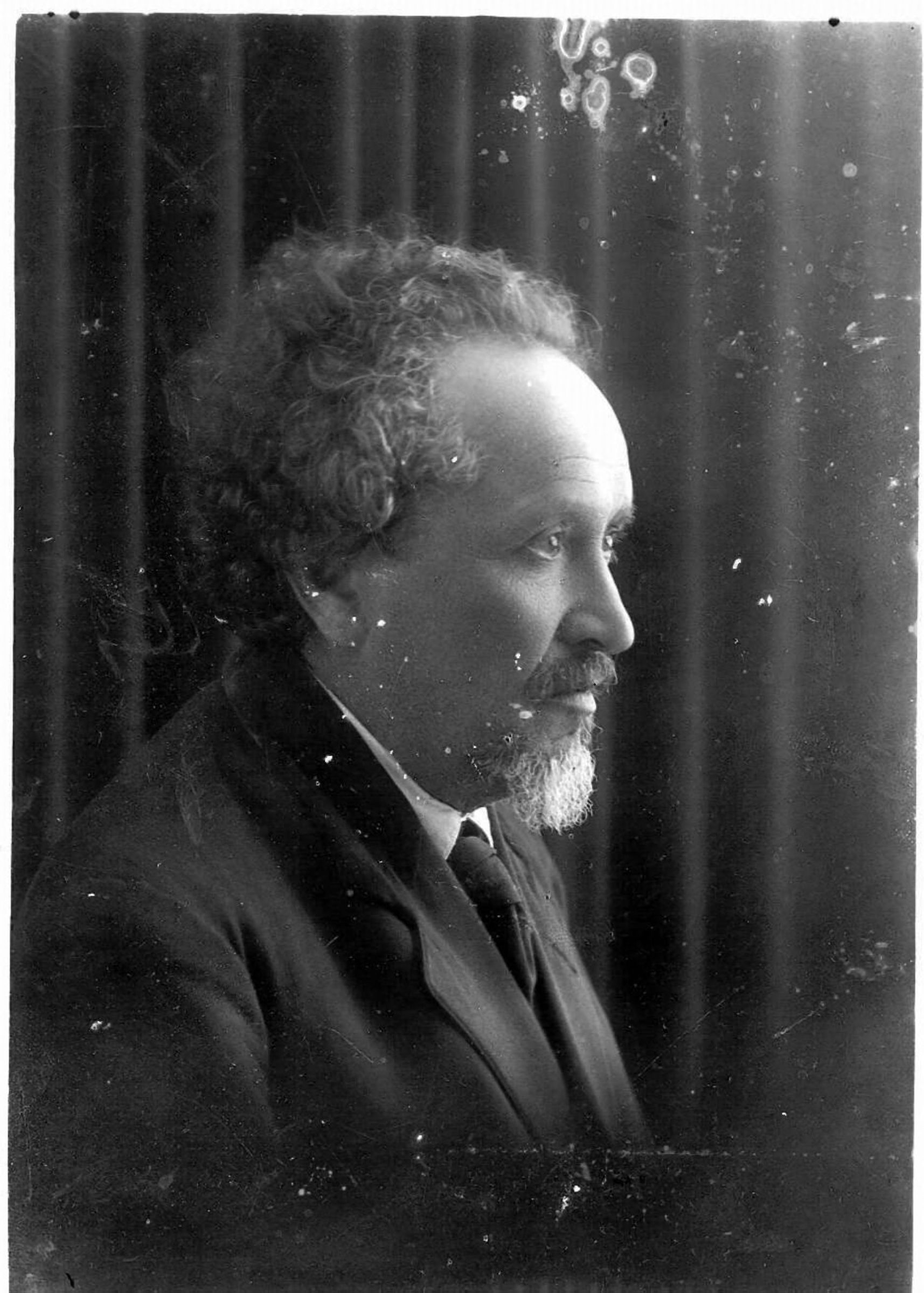
Portrait d'Abel Pann par Zvi Oron-Orushkes.
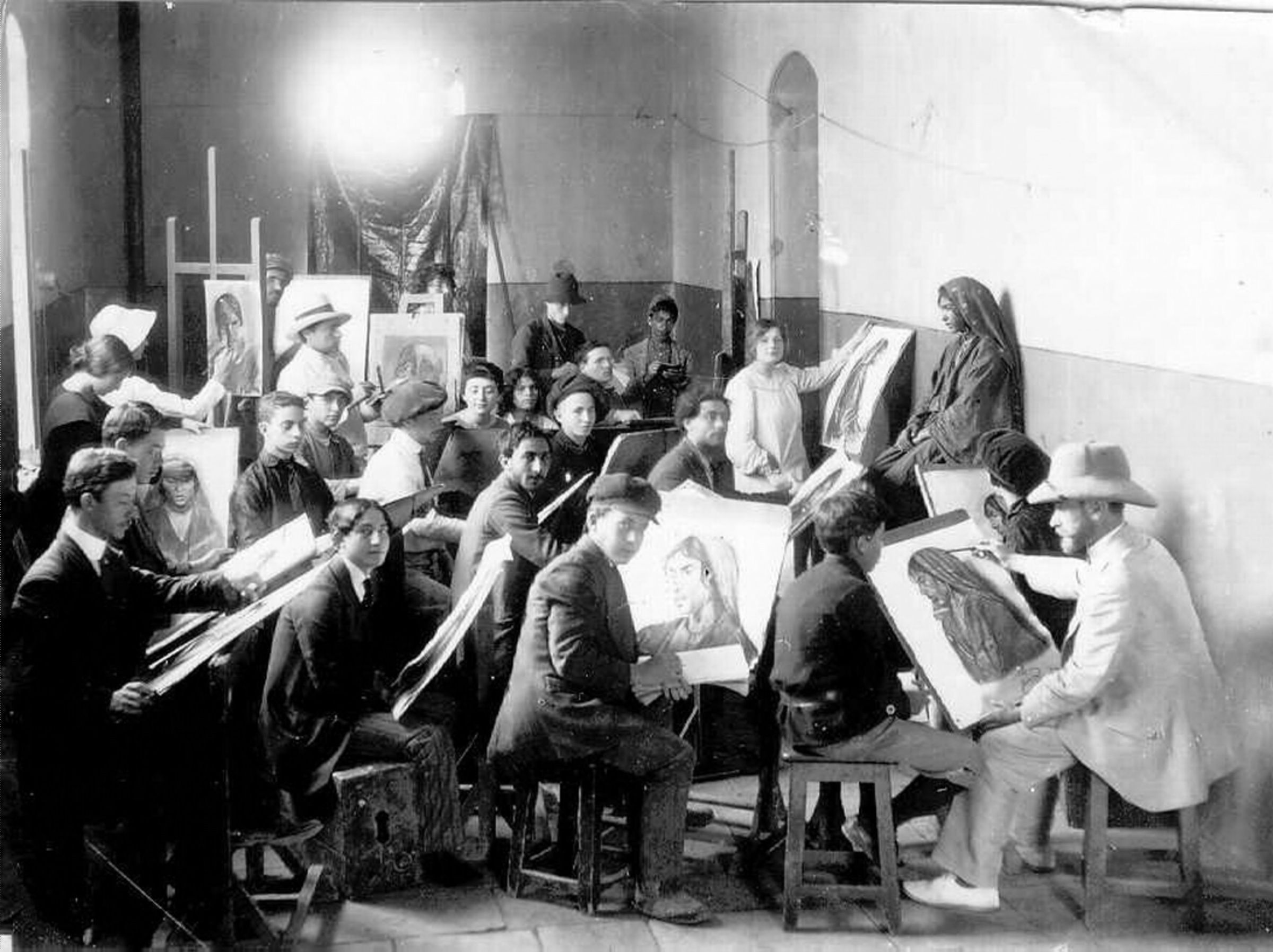
Un cours de dessin dirigé par Abel Pann à l'École des beaux-arts de Bezalel en 1912.
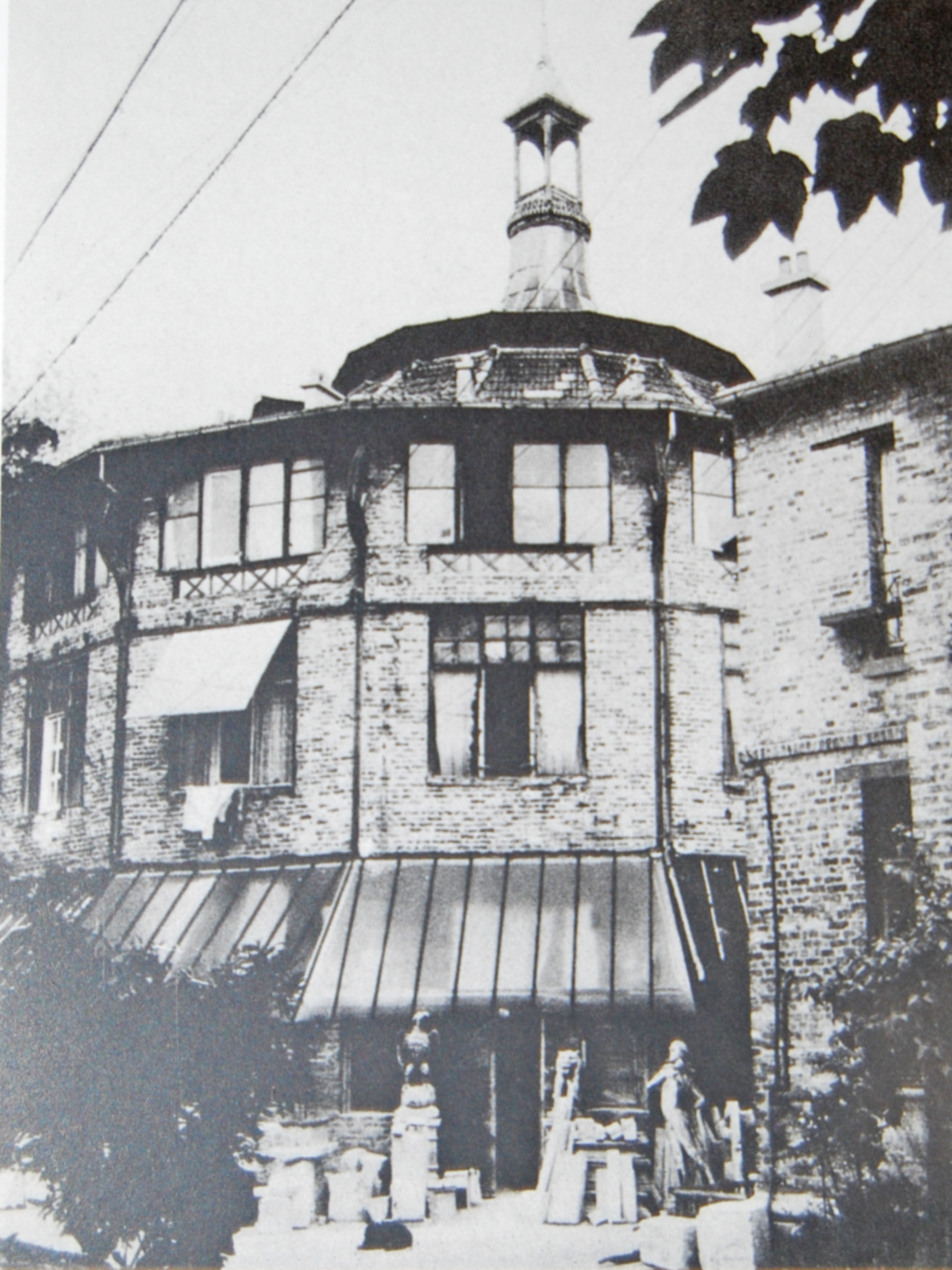
La Ruche en 1918.
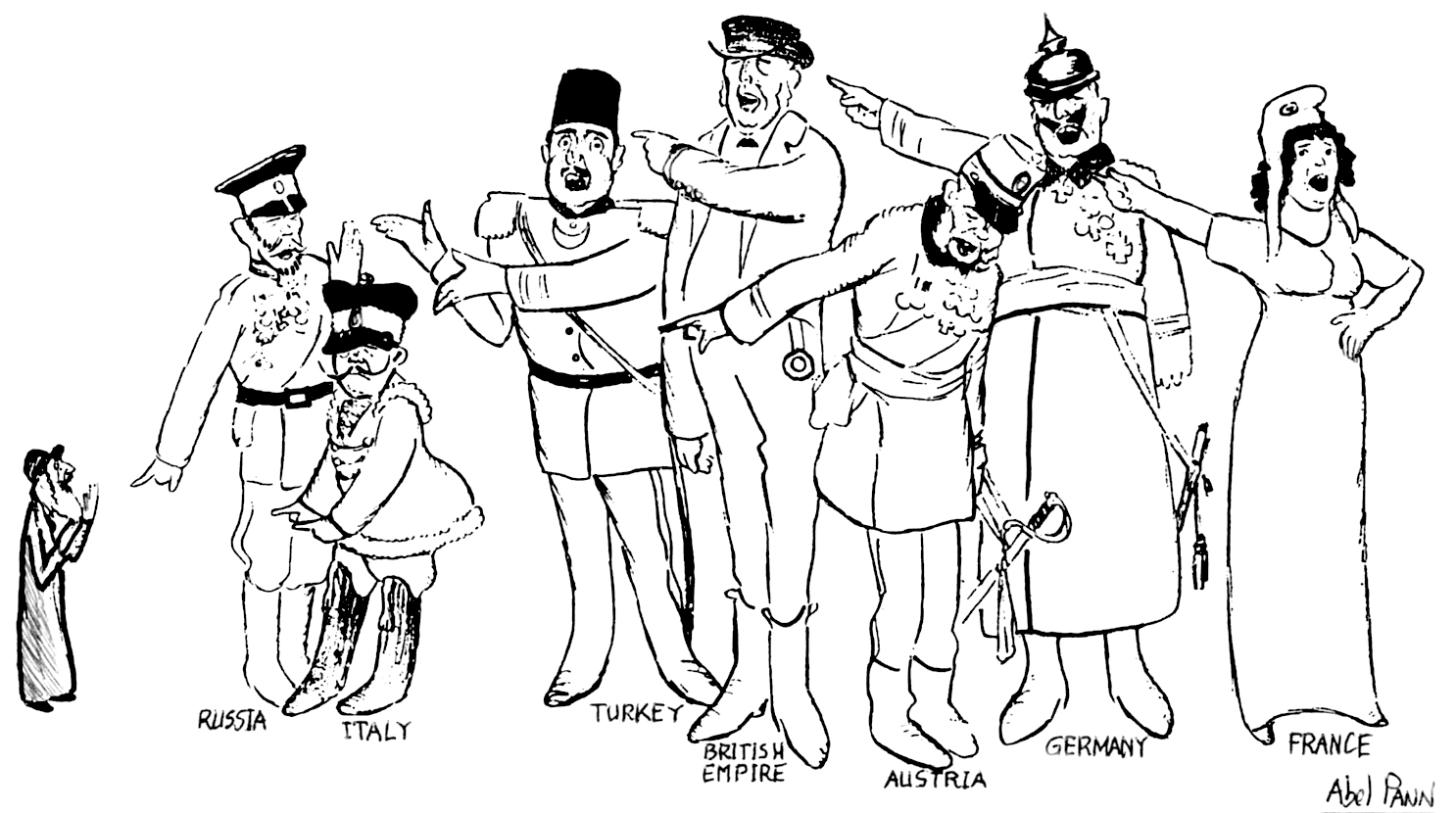
Le Bouc émissaire de l'Europe : le Juif et l'antisémitisme, caricature d'Abel Pann (1915).